# Aristolochia parviflora
Aristolochia parviflora är en piprankeväxtart som beskrevs av James Edward Smith. Aristolochia parviflora ingår i släktet piprankor, och familjen piprankeväxter. Inga underarter finns listade i Catalogue of Life.